# سرخیو سگورا
سرخیو سگورا (انگلیسی: Sergio Segura؛ زادهٔ ۳۰ اوت ۱۹۹۵) بازیکن فوتبال اهل اسپانیا است.
از باشگاه‌هایی که در آن بازی کرده‌است می‌توان به باشگاه فوتبال لگانس اشاره کرد.